# Alcadozo
Alcadozo – gmina w Hiszpanii, w prowincji Albacete, w Kastylii-La Mancha, o powierzchni 99,58 km². W 2011 roku gmina liczyła 723 mieszkańców.